# Стожково
Стожково (укр. Стіжкове) — село на Украине, находится в Шахтёрском районе Донецкой области. Под контролем самопровозглашённой Донецкой Народной Республики.

## География

#### Соседние населённые пункты по странам света
С: —
СЗ: Орлово-Ивановка
СВ: Красный Луч, Рассыпное (посёлок), ), Петропавловка
З: Стожковское
ЮЗ: Винницкое, Кищенко, Чумаки, Дорофеенко, Заречное
Ю: Виктория, город Шахтёрск
ЮВ: Контарное
В: Московское, Балочное

## Население
Население по переписи 2001 года составляло 185 человек.

## Общие сведения
Код КОАТУУ — 1425286707. Почтовый индекс — 86233. Телефонный код — 6255.

## Адрес местного совета
86230, Донецкая область, Шахтёрский р-н, с. Петропавловка